# Tántalo (padre de Pélope)

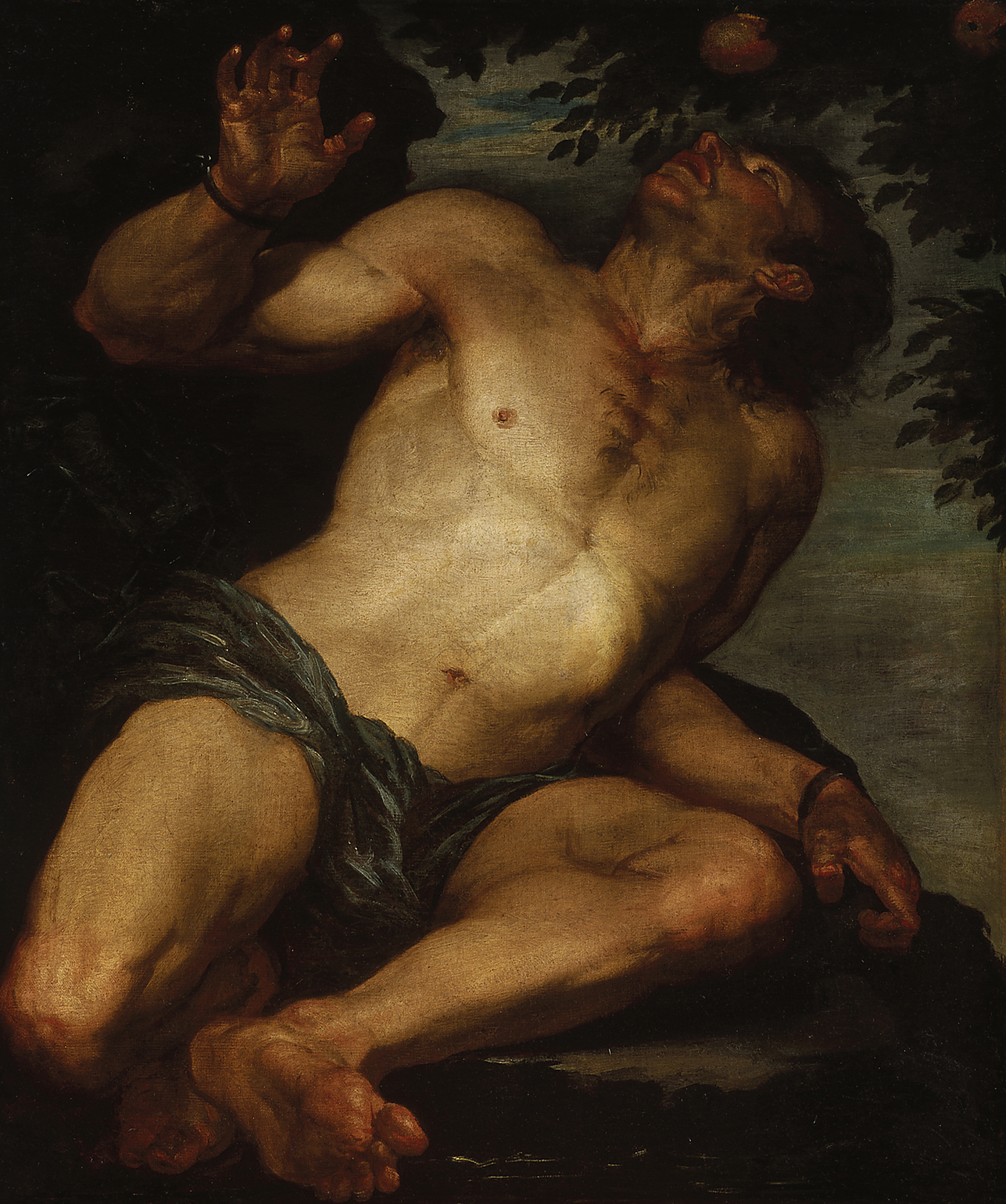
Detalle de la pintura Tiestes (Thyestes), de Gioacchino Assereto, en el que se ve a Tántalo, abuelo de Atreo y Tiestes.

Descendencia de Tántalo.

En la mitología griega, Tántalo (en griego antiguo Τάνταλος Tántalos) era un hijo de Zeus o Tmolo, rey de Frigia o del monte Sípilo en Lidia (Asia Menor). Su madre era Pluto (o Plútide), denominada como «una ninfa», o como hija de Himante, Crono o bien Atlas.  En fuentes tardías se dice que era uno de los gigantes.  Tántalo se convirtió en uno de los habitantes del Tártaro, la parte más profunda del Inframundo, reservada al castigo de los malvados, en el que fue obligado a pasar hambre y sed en una alberca cuya agua retrocedía cuando intentaba beber y debajo de un árbol cargado de fruta que le rehuía al intentar tomarla.  
De Tántalo descienden los poderosos reyes Atridas, a través de su hijo Pélope, especialmente celebrados en las obras homéricas y en la tragedia. 

## La historia de Tántalo
Se conoce a Tántalo por ser invitado a banquetes por los dioses. Jactándose de ello entre los mortales, fue revelando los secretos que había oído en la mesa y, no contento con eso, robó algo de néctar y ambrosía y lo repartió entre sus amigos.
Tántalo, llamado rey de los frigios, raptó al efebo Ganimedes para disfrutar del muchacho y por eso le declaró la guerra Tros, padre de Ganimedes. Se dice que Tántalo dispuso Ganimedes para el placer de Zeus.

Tántalo quiso corresponder a los dioses y les invitó a un banquete que organizó en el monte Sípilo. Cuando la comida empezó a escasear, decidió ofrecer a su hijo Pélope. Descuartizó al muchacho, coció sus miembros y los sirvió a los invitados. Los dioses, que de inmediato lo advirtieron, evitaron tocar la ofrenda. Solo Deméter, trastocada por la reciente pérdida de su hija Perséfone, «no se percató de lo que era» y se comió el hombro izquierdo del desdichado. Zeus ordenó a Hermes que sacara el alma del muchacho del Hades y reconstruyera el cuerpo de Pélope volviéndolo a cocer en un caldero sagrado, sustituyendo su hombro por uno de marfil de marsopa, forjado por Hefesto y ofrecido por Deméter. Las moiras le dieron vida de nuevo y así obtuvo nuevas cualidades. Para reforzar su iniciación en los misterios divinos, Poseidón secuestró al nuevo Pélope y lo llevó al Olimpo, haciéndolo su amante.
«Los poetas afirman que el antiguo Tántalo llegó a ser amante del placer. Al menos el autor del Regreso de los Atridas dice que éste, al llegar a presencia de los dioses y cuando vivía con ellos, consiguió de Zeus el privilegio de pedir lo que deseara y que en una disposición tan insaciable para los goces como tenía, sugirió vivir de forma semejante a la de lós dioses. Así que Zeus, irritado por ello, le cumplió su deseo, de acuerdo con su promesa, pero para que no disfrutara de ninguna de las cosas que tenía ante él, sino pasara su vida inquieto, suspendió sobre su cabeza una piedra por lo que no podía procurarse ninguna de las cosas que tenía ante él».
Un último crimen terminó por colmar la paciencia de los dioses: cuando Pandáreo robó el mastín de oro —que le había hecho Hefesto a Rea para que cuidara del recién nacido Zeus— y se lo dio a Tántalo para que lo ocultara. Una vez pasada la alarma inicial sin que se supiera nada del perro, Pandáreo le pidió que se lo devolviera, pero Tántalo le juró por Zeus que nunca había oído hablar de él. Escandalizado Zeus por el perjurio o por el robo derribó a Tántalo con un rayo y puso sobre su cabeza el monte Sípilo.

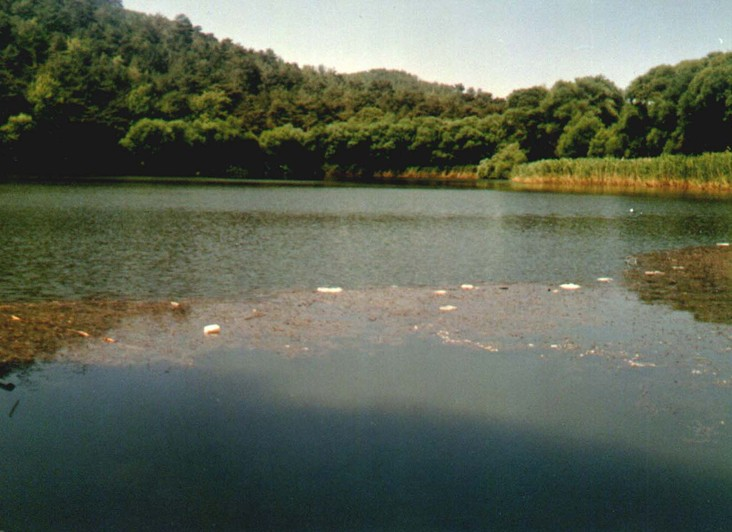
Karagöl (el lago Negro), del que se dice que es el lago del suplicio de Tántalo; está en el monte Yamanlar (Turquía).

Después de muerto, Tántalo fue eternamente torturado en el Tártaro por los crímenes que había cometido. En lo que actualmente es un ejemplo proverbial de tentación sin satisfacción, su castigo consistió en estar en un lago con el agua a la altura de la barbilla (otras versiones del mito se refieren a la rodilla o la cadera), bajo un árbol de ramas bajas repletas de frutas. Cada vez que Tántalo, desesperado por el hambre o la sed, intenta tomar una fruta o sorber algo de agua, estos se retiran inmediatamente de su alcance. Además pende sobre él una enorme roca oscilante que amenaza con aplastarle.

### Consorte y descendientes
No hay tradición unánime acerca de la consorte de Tántalo. La versión latina dice que ésta era Dione, una hija de Atlante. En la poesía arcaica era imaginada como una de las náyades, ya Euritemiste, una hija del dios fluvial Janto, ya Eurianasa, hija del Pactolo. Otros más se refieren a ella como Clitia, hija de Anfidamante, de quienes nada más se especifica. En un escolio se nos dice que los hijos de Tántalo y Eurianasa eran Pélope, Bróteas y la desdichada Níobe. A Tántalo también se le hace padre, sin especificar la consorte, de Dáscilo, un hijo epónimo.

### Interpretaciones
Los delitos por los que fue condenado Tántalo se caracterizan principalmente porque en ellos está presente la hibris, es decir, el deseo de igualarse a los dioses abusando de los privilegios que estos le habían otorgado. En el caso concreto del banquete en el que sirve la carne de su hijo, lo que intenta, en el caso de que los dioses coman carne humana, es rebajarlos a su nivel. Los castigos que conllevan sus delitos sirven de lección moral y se extienden hasta sus descendientes.